# Reinhold Unterberger

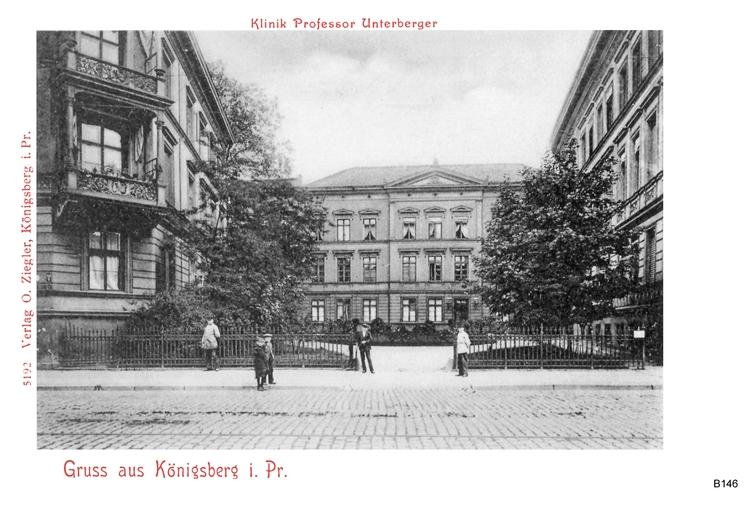
Klinik Unterberger in Königsberg

Reinhold Richard Unterberger  (* 7. Februar 1853 in Widminnen, Kr. Lötzen, Provinz Ostpreußen; † 31. Dezember 1920 in Königsberg i. Pr.) war ein deutscher Gynäkologe in Königsberg i. Pr.

## Leben
Unterberger besuchte das Kgl. Gymnasium Lyck. Nach dem Abitur studierte er von 1872 bis 1876 an der Albertus-Universität Königsberg Medizin. Wie von jeher viele Abiturienten seiner Schule wurde er im Sommersemester 1872 im Corps Masovia aktiv. 1878 wurde er zum Dr. med. promoviert. Er war bis 1885 als Assistenzarzt an der Universitäts-Frauenklinik in Königsberg angestellt. Nach der Ausbildung zum Gynäkologen an der Königsberger Universitäts-Frauenklinik ließ er sich 1885 als Frauenarzt in Königsberg nieder. Ab 1891 widmete er sich ausschließlich einer gynäkologisch-geburtshilflichen Praxis mit eigener Privatklinik. Im Jahr 1897 übernahm er die Leitung der Abteilung für Frauenkrankheiten am Krankenhaus der Barmherzigkeit auf dem Hinterroßgarten. Zur Jahrhundertwende berichtete er über die ersten Jahre der Königsberger Universitätsfrauenklinik. 1901 erhielt er von Kaiserin Auguste Viktoria persönlich die Ernennungsurkunde zum Honorarprofessor. Im selben Jahr ernannte ihn die Krone Preußen zum Geh. Sanitätsrat. Während des Ersten Weltkrieges musste Unterberger stellvertretend die Pflichten eines Chefarztes an der Barmherzigkeit wieder übernehmen.

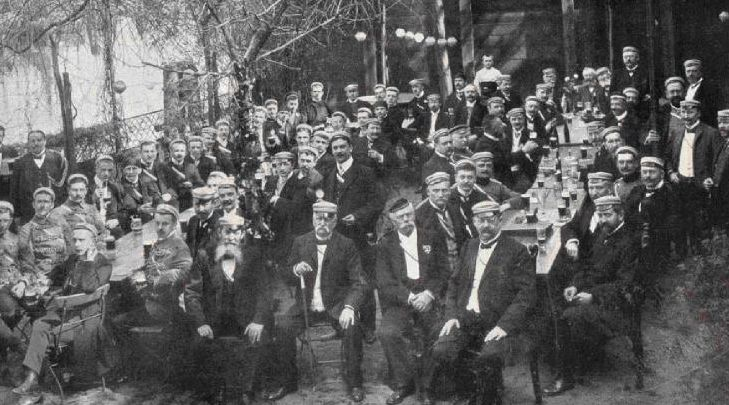
Masovia 1907, vorn links Unterberger

Bis zu seinem Tode stand er der Altherrenschaft seines Corps vor. Ihm war es zu verdanken, dass Masovia als erste Studentenverbindung in Königsberg 1898/99 ein eigenes Corpshaus erwerben konnte. In Kneiphof am alten Pregel beim Königsberger Dom gelegen, war es 1711 als Stipendienhaus der Groeben (Groebisches Institut) gebaut worden.
Der Königsberger Gynäkologe Franz Unterberger war ein Neffe.

## Schriften
- Festschrift zur Einweihung der neuerbauten Abteilung für Frauenkrankheiten in dem unter dem Protektorat der Kaiserin Auguste Victoria stehenden Krankenhause der Barmherzigkeit zu Königsberg i. Pr. bei der 50jährigen Jubelfeier der Anstalt am 18. Mai 1900. Die operative Thätigkeit auf der Abteilung für Frauenkrankheiten, während ihres 3jährigen Bestehens, vom 1. April 1897 bis 1. April 1900. S. Karger, Berlin 1900.